# Lennart Munck
Lennart Frithiof Munck af Fulkila, född 31 oktober 1852 i Ulvsby, död 28 oktober 1941 i Helsingfors, var en finländsk militär och ämbetsman. 
Munck, av släkten Munck af Fulkila,  utexaminerades från finska kadettkåren 1872, tjänstgjorde vid ett livgardesregemente 1872–1878 och var därefter bland annat chef för den finländska passexpeditionen i Sankt Petersburg 1895–1900 och guvernör i S:t Michels län 1900–1903. Han var kommendant på Sveaborg 1918 samt blev generalmajor och garnisonschef 1919. Han var grundläggare av och en tid ordförande i Finlands skidförbund.